# 高尾町
高尾町（たかおまち）は、東京都八王子市の地名。丁番を持たない単独町名であり、住居表示未実施区域。郵便番号は193-0844（八王子西郵便局管区）。

## 地理
東は初沢町・東浅川町、西と南は南浅川町、北は裏高尾町・廿里町（とどりまち）と接している。
町域は西浅川町を挟む形で、西浅川町より南側は山間部で高尾山口駅付近の高尾町5丁目・落合地区、北側は住宅地・商業地で高尾駅付近の下宿・中宿・上宿となっている。
八王子市の西南部に位置する。明治の森高尾国定公園に指定され、日本百景に選定、ミシュランガイドで、最高ランクの“三つ星”の観光地に選出されている高尾山がある。
なお高尾山は世界一の登山者数を誇っている。
高尾山へのルートの一つである甲州街道は週末、訪れる人のためにたびたび渋滞している。
JR高尾駅構内を挟んで高尾町と初沢町が分断されており、相互の行き来には入場券を買って構内を通るか、駅東側の町田街道あるいは駅西側の初沢踏切を大きく迂回することになる。八王子市は周辺住民からの要望で改善を検討しているが遅々として進んでいない
。

### 地価
住宅地の地価は、2022年（令和4年）1月1日の公示地価によれば、高尾町1733番3の地点で14万円/m2となっている。

## 歴史
元は浅川町の一部であった。高尾町は八王子市へ編入ののちに大字が廃止されて設置された地名である。八王子市への編入前は東京都南多摩郡浅川町大字上椚田であった。

### 沿革
- 744年（天平16年） - 聖武天皇の勅命により東国鎮護の祈願寺として、行基により開山され薬師如来が安置されたと伝えられている。
- 1889年（明治22年）4月1日 - 町村制施行により、神奈川県南多摩郡浅川村が成立する。
- 1901年（明治34年）8月1日 - 国有鉄道浅川駅が開業する。
- 1927年（昭和2年）1月21日 - ケーブルカー清滝駅 - 高尾山駅間が開業する。
- 1927年（昭和2年）11月3日 - 浅川村が町制施行し浅川町となる。
- 1959年（昭和34年）4月1日 - 浅川町が八王子市に編入。浅川町大字上椚田は八王子市大字上椚田となる。
- 1960年（昭和35年）10月1日 - 大字上椚田の一部が高尾町となる。
- 1961年（昭和36年）3月20日 - 浅川駅が高尾駅に改称する。
- 1964年（昭和39年）10月10日 - エコーリフト山麓駅 - 山上駅間が開業する。
- 1967年（昭和42年）10月1日 - 京王高尾線が開通、高尾山口駅開業する。

## 世帯数と人口
2017年（平成29年）12月31日現在の世帯数と人口は以下の通りである。
| 町丁   | 世帯数    | 人口    |
| ------ | --------- | ------- |
| 高尾町 | 1,467世帯 | 2,907人 |

## 小・中学校の学区
市立小・中学校に通う場合、学区は以下の通りとなる。
| 番地                                                     | 小学校                                      | 中学校                                    | 備考                                 |
| -------------------------------------------------------- | ------------------------------------------- | ----------------------------------------- | ------------------------------------ |
| 1595〜1596番地 1599番地                                  | 八王子市立浅川小学校 八王子市立東浅川小学校 | 八王子市立浅川中学校 八王子市立陵南中学校 | 学区域図で確認（原宿町会以外の世帯） |
| 1112番地 1114〜1115番地 1141〜1145番地 1192番地 1597番地 | 八王子市立東浅川小学校                      | 八王子市立陵南中学校                      |                                      |
| その他                                                   | 八王子市立浅川小学校                        | 八王子市立浅川中学校                      |                                      |

## 交通

### 鉄道
- 東日本旅客鉄道（JR東日本）

中央本線：高尾駅
- 京王電鉄

京王高尾線：高尾山口駅
- 高尾登山電鉄

ケーブルカー：清滝駅、高尾山駅
リフト：山麓駅、山上駅
なお京王高尾線高尾駅は駅名は高尾だが所在地は初沢町である。

### バス
高尾駅北口
- 霊園01・02・11・21・22・31・32 高尾の森わくわくビレッジ ・グリーンタウン高尾・宝生寺団地・恩方車庫・美山町・大久保・陣馬高原下（霊園正門経由）行
- 高01 小仏行
- 住01・02 高尾台住宅・グリーンタウン高尾（高尾台住宅経由）行
- 元八01・11・13・14・15・16 グリーンタウン高尾・ホーメストタウン・大久保・美山町・馬込松木（ホーメストタウン経由）・西八王子駅（ホーメストタウン経由）行
- 元八02 恩方車庫行
- 元八03・04 京王八王子駅行
- 元八02・03・04 高尾駅南口行
- 城01 八王子城跡行 (土休日のみ)

高尾山口駅
- 八07・湖29 相模湖駅行（神奈中・1日3本）
- 八07 八王子駅行（神奈中・1日2 - 3本）
- 高02 高尾駅南口行（京王・1日1本）

### 道路・橋梁
- 国道20号（甲州街道）
- 東京都道46号八王子あきる野線（高尾街道）
- 東京都道189号高尾山線（居住者等の許可車両以外の一般車両の乗り入れが制限されている。また、多くは階段になっている。）
- 敷島橋（南浅川）

## 河川
- 南浅川

下記は南浅川支流である
- 案内川
- 小仏川
  - 行ノ沢
  - 日影沢
- 初沢川

## 施設

### 行政
- 八王子市役所浅川事務所

### 神社

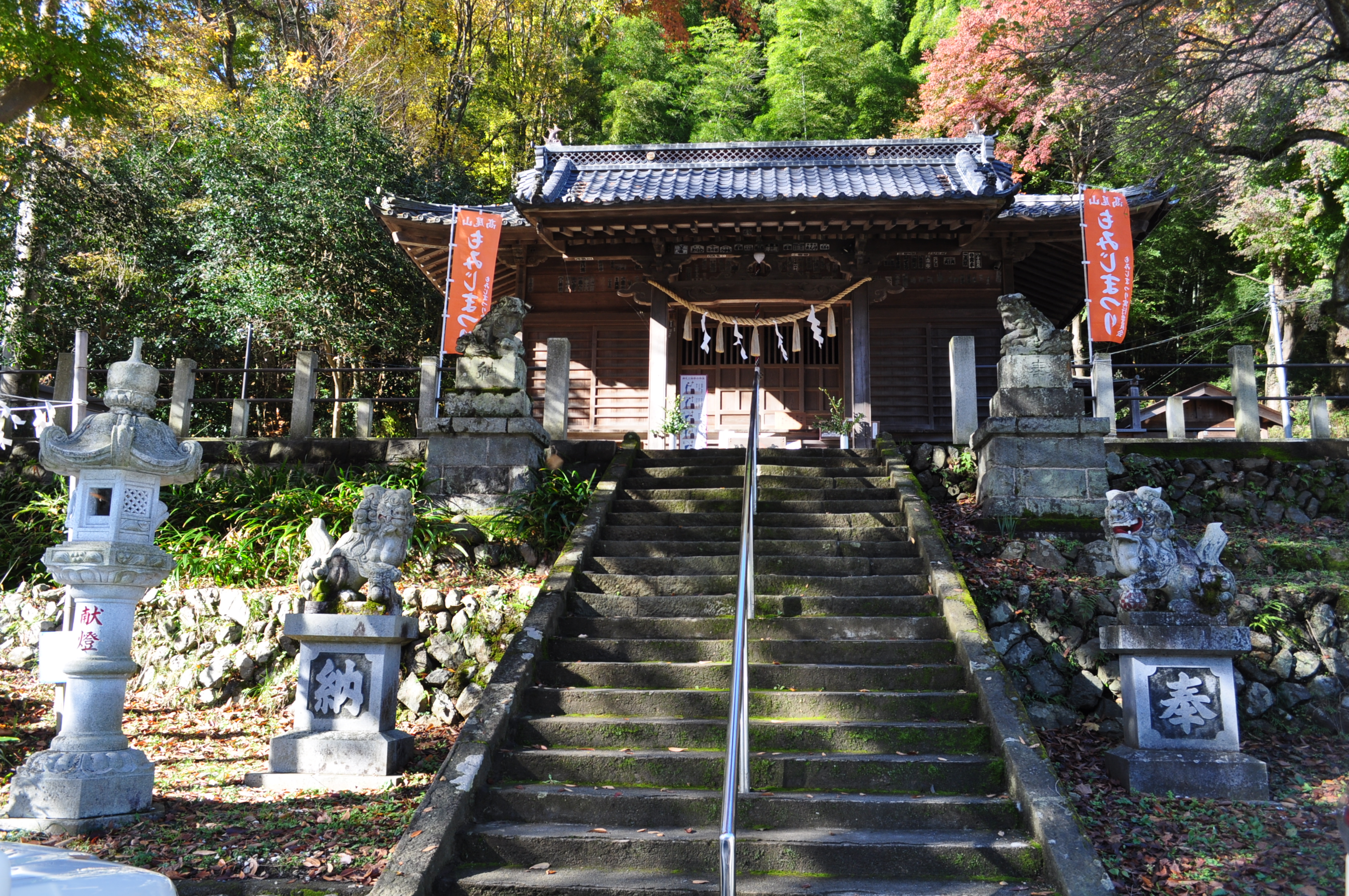
氷川神社 拝殿（2017年11月24日撮影）

- 氷川神社

### 病院
- 東京高尾病院

### 温泉
- 京王高尾山温泉 / 極楽湯

### 高尾山関連
- 高尾山
- 高尾山薬王院
- 淺川金刀比羅神社
- 高尾自然動植物園

### 明治の森高尾国定公園関連
- 明治の森高尾国定公園
- 北原白秋歌碑（北原白秋20回忌のときに建てられた。）
- ウッディハウス愛林（森の図書館、森林に関した本がある。）

### 公園
- 落合公園

### コンビニエンスストア
- ファミリーマート八王子高尾町店
- ファミリーマート秀栄高尾駅北口店
- セブンイレブン高尾山インター店
- セブンイレブン八王子高尾北口店